# Магн (узурпатор)
Вижте пояснителната страница за други личности с името Магн.
Магн (на латински: Magnus) е римски узурпатор в началото на управлението на Максимин Трак през 235 г.
Той е сенатор с консулски ранг. Заповядва на някои от войниците на Максимин да разрушат моста, който позволява на императора да премине Рейн. Скоро след бунта му е убит.
За него съобщават само Херодиан и Historia Augusta. Вероятно е този Гай Петроний Магн, който е претор по време на Северите. Историкът Мартин Цимерман е на мнение, че тази узурпация е измислена.